# كيني هيل (لاعب كرة قدم أمريكية)
كيني هيل (بالإنجليزية: Kenny Hill)‏ هو لاعب كرة قدم أمريكية أمريكي، ولد في 20 ديسمبر 1994 في ويست بالم بيتش في الولايات المتحدة.